# Ерикус Олаи
Ерикус Олаи (на шведски: Ericus Olai) е първият известен шведски историограф. Той е бил на грешното мнение, че готите не са имали крале, а са се ръководили от съдии точно както народът на Израел.